# قائمة السدم المنتشرة
قائمة السدم المنتشرة القائمة تشمل :
- السدم المنتشرة
- السدم الإشعاعية
- السدم الإنعكاسية

## السدم الإشعاعية والعاكسة
- حلقة برنارد
- سديم بوميرانغ
- سديم الفقاعة
- سديم الفقاعة في مجرة برنارد (إن جي سي 6822)
- سديم كاليفورنيا
- سديم الكهف (Sh2-155)
- سديم الإكليل الجنوبي
- سديم الكوز
- سديم الهلال
- سديم الحلزون المزدوج
- سديم النسر
- غمامة خرطوم الفيل
- سديم القاعدة
- سديم الشعلة
- سديم قم
- سديم القلب
- سديم البحيرة
- سديم أمريكا الشمالية
- سديم أوميجا
- سديم الجبار
- سديم المسدس
- سديم الوردة
- سديم الدجاجة الجارية (IC 2944)
- سديم وسترهاوت 5
- سديم العنكبوت
- سديم تريفيد
- سديم رأس الساحرة
- مسييه 43
- مسييه 78
- إن جي سي 248
- إن جي سي 249
- إن جي سي 256
- إن جي سي 261
- إن جي سي 267
- إن جي سي 281
- إن جي سي 299
- إن جي سي 306
- إن جي سي 346
- إن جي سي 371
- إن جي سي 395
- إن جي سي 595
- إن جي سي 604
- إن جي سي 1435, سديم انعكاس في الثريا
- إن جي سي 1491
- إن جي سي 1579
- إن جي سي 1714، إن جي سي 1715
- إن جي سي 1788
- إن جي سي 1931
- إن جي سي 1973, إن جي سي 1975 و إن جي سي 1977
- إن جي سي 1999
- إن جي سي 2014
- إن جي سي 2023
- إن جي سي 2080, سديم رأس الشبح
- إن جي سي 2174
- إن جي سي 2261
- سديم القلم   (إن جي سي 2736)
- إن جي سي 3576
- إن جي سي 3603
- إن جي سي 6188
- إن جي سي 6193
- إن جي سي 6334
- إن جي سي 6357
- إن جي سي 6559
- إن جي سي 6589
- إن جي سي 6590
- إن جي سي 6914
- إن جي سي 7129